# Kameroense parlementsverkiezingen (1997)
De Kameroense parlementsverkiezingen van 1997 werden op 17 mei gehouden voor het lagerhuis van het parlement, de Nationale Vergadering. Winnaar van de verkiezingen was de regeringspartij Rassemblement démocratique du peuple camerounais (RDPC).
In zeven kiesdistricten werden de uitslagen geannuleerd en vonden op 3 augustus herverkiezingen plaats.
| Partij                                                                                            | Zetels    | %     |
| ------------------------------------------------------------------------------------------------- | --------- | ----- |
| Rassemblement démocratique du peuple camerounais                                                  | 109       |       |
| Front social démocrate                                                                            | 43        |       |
| Union nationale pour la démocratie et le progrès                                                  | 13        |       |
| Union démocratique du Cameroun                                                                    | 5         |       |
| Union des Populations du Cameroun                                                                 | 1         |       |
| Mouvement pour la Défense de la République                                                        | 1         |       |
| Mouvement pour la libération de la jeunesse camerounaise                                          | 1         |       |
| Overige partijen                                                                                  | 0         |       |
| Vacant                                                                                            | 7[a]      |       |
| Totaal                                                                                            | 180       | 100   |
| Totaal uitgebrachte stemmen                                                                       | 2.951.853 | -     |
| Geregistreerde kiezers/ opkomst                                                                   | 3.844.330 | 76,78 |
| Bron: AED                                                                                         |           |       |
| Verwijzing: [a] Deze zetels werden bij een herverkiezing in september 1997 gewonnen door de RDPC. |           |       |

Presidentsverkiezingen: 1965 · 1970 · 1975 · 1980 · 1984 · 1988 · 1992 · 1997 · 2004 · 2011 · 2018 · 2025

Parlementsverkiezingen: 1964 · 1973 · 1978 · 1983 · 1988 · 1992 · 1997 · 2002 · 2007 · 2013 · 2020

Referenda: 1972